# 野口尊弘
野口 尊弘（のぐち たかひろ）は、日本の泌尿器科医。日本泌尿器科学会認定の泌尿器科専門医であり、医学博士。神奈川県川崎市宮前区に所在する「さぎぬま泌尿器科・美容クリニック」の院長を務める。

## 経歴
2012年に帝京大学医学部附属病院研修開始、同大学附属病院での初期研修を2014年3月に修了。同年4月に帝京大学大学院医学研究科へ進学すると同時に、帝京大学医学部泌尿器科学講座の助手を務め、「第619回日本泌尿器科学会東京地方会ベストプレゼンテーション賞（演題：単純腎摘除術中に甲状腺クリーゼを発症した32歳女性の一例）」を受賞した。 2017年4月に順天堂大学医学部附属静岡病院泌尿器科の助手となり、2018年3月に帝京大学大学院医学研究科を修了（医学博士号取得）。同年4月からは順天堂大学医学部附属静岡病院泌尿器科の助教授を務めた。 その後、2021年4月に大手美容外科クリニックであるガーデンクリニックに入職し、同年10月にガーデンクリニック横浜院の院長に就任。さらに2023年6月には、川崎市宮前区鷺沼に「さぎぬま泌尿器科・美容クリニック」を新規開院した。

## 業績・専門性
泌尿器科専門医として、悪性腫瘍を含む数多くの泌尿器疾患の手術治療に携わってきた。大学病院での診療を通じて包茎手術（環状切開術）なども経験し、手術後の患部の審美性に配慮した治療の必要性を感じたという。そのため、大学病院勤務と並行して包茎手術専門クリニックでも技術研鑽を積み、美容医療の知見を深めた。こうした経験を活かし、「泌尿器科と美容医療の融合」をコンセプトに自身のクリニックを開業するに至った。学術面では泌尿器科領域の研究にも従事しており、進行尿路上皮癌に対する化学療法の維持療法に関する研究、多項目MRIによる前立腺癌診断精度の検討などで共著論文を発表している。  日本泌尿器科学会や関連学会にも所属しており、専門医資格を有する。

### 社会的影響
野口は泌尿器科診療と美容的アプローチを組み合わせる異色の経歴を持ち、その専門性を地域医療に提供している。特に、泌尿器科受診に抵抗を感じやすい男性患者にも配慮した診療環境づくりに尽力している。自身のクリニックでは男性看護師を常駐させ、診察補助や検査時の介助を男性スタッフが行う体制を整えている。また、予約制で他の患者と顔を合わせずに済む「プライベート診療」枠を設けるなど、デリケートな悩みを持つ患者が来院しやすい工夫をしている。さらに、高齢化社会を見据えて排尿機能改善の新しい治療法にも積極的に取り組んでおり、最新の磁気治療機器を導入した専門クリニックとして地域メディアに紹介されている。野口自身、「排尿のトラブルは単なる老化現象ではなく体からの大事なサインであり、日常生活や心の健康にも影響を与える」と指摘し、泌尿器の悩みへの啓発にも努めている。